# Moros y cristianos (gastronomía)

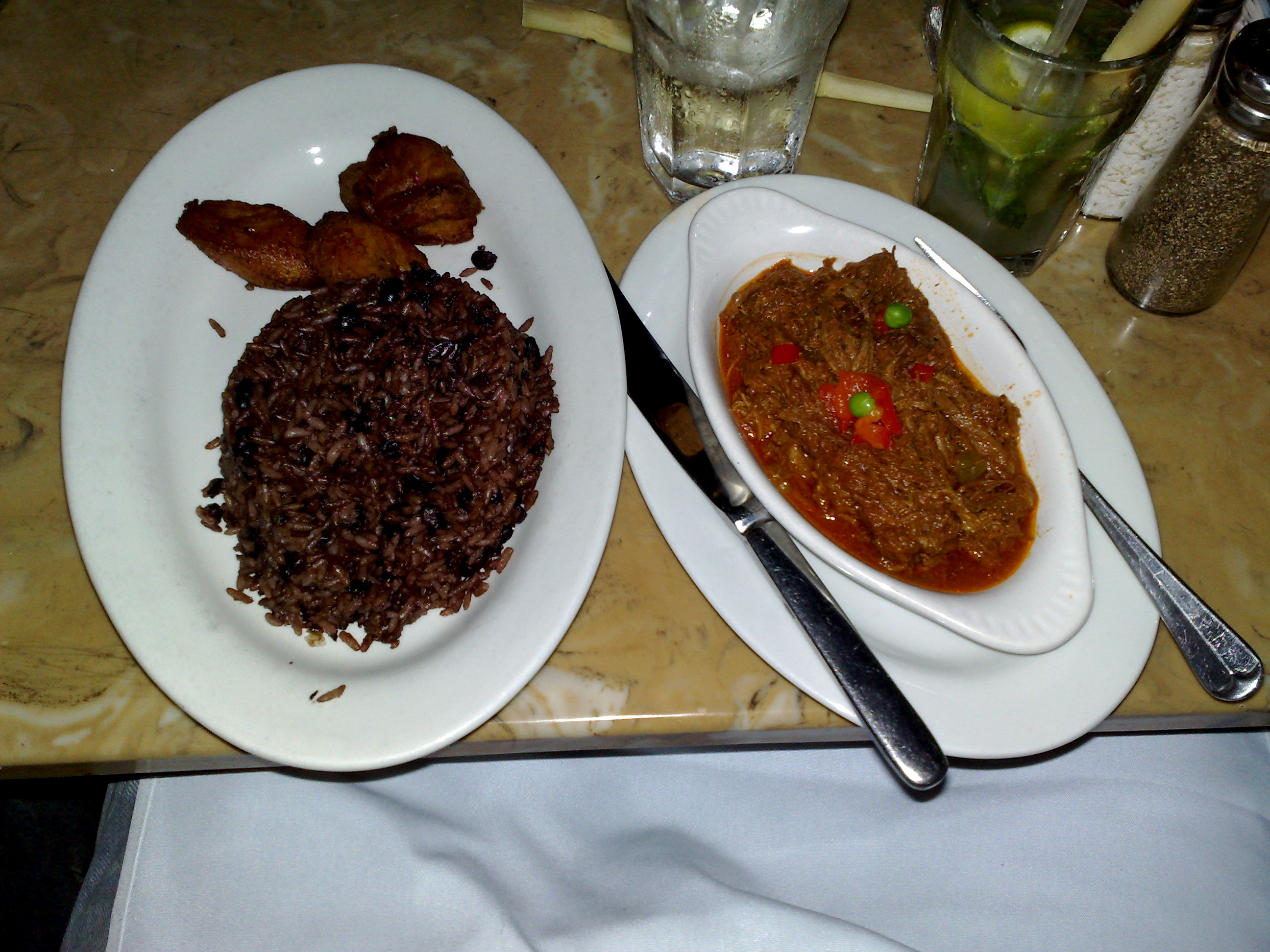
Una cena cubana: arroz moro con plátanos maduros fritos a la izquierda y ropa vieja a la derecha.

Moros y cristianos, arroz moro o moro(s) es una comida  criolla originaria de Cuba a base de frijoles y arroz, lo que lo hace esencialmente idéntico al arroz con frijoles. También se le confunde con el arroz congrí. Ambos son platos insignias de la gastronomía cubana, aunque los moros y cristianos también se consumen en todo el Caribe, así como el sur de los Estados Unidos, y Brasil. Se dice que es originaria de España, llamada así por las batallas de moros y cristianos, que todavía hoy se recrean en numerosas fiestas patronales españolas. Sin embargo no está claro si su origen está en la España peninsular o en los españoles criollos del Caribe.

## Confusión entre recetas
Según el antropólogo y periodista cubano Fernando Ortiz, el arroz congrí puede tener sus orígenes en África, puesto que «congrí» proviene del criollo haitiano, congó riz («frijoles y arroz»). Los moros y cristianos, sin embargo, provienen de España, y su nombre hace referencia a la Reconquista española (Edad Media), en la que batallaron los reinos cristianos contra los moros (Al-Ándalus).

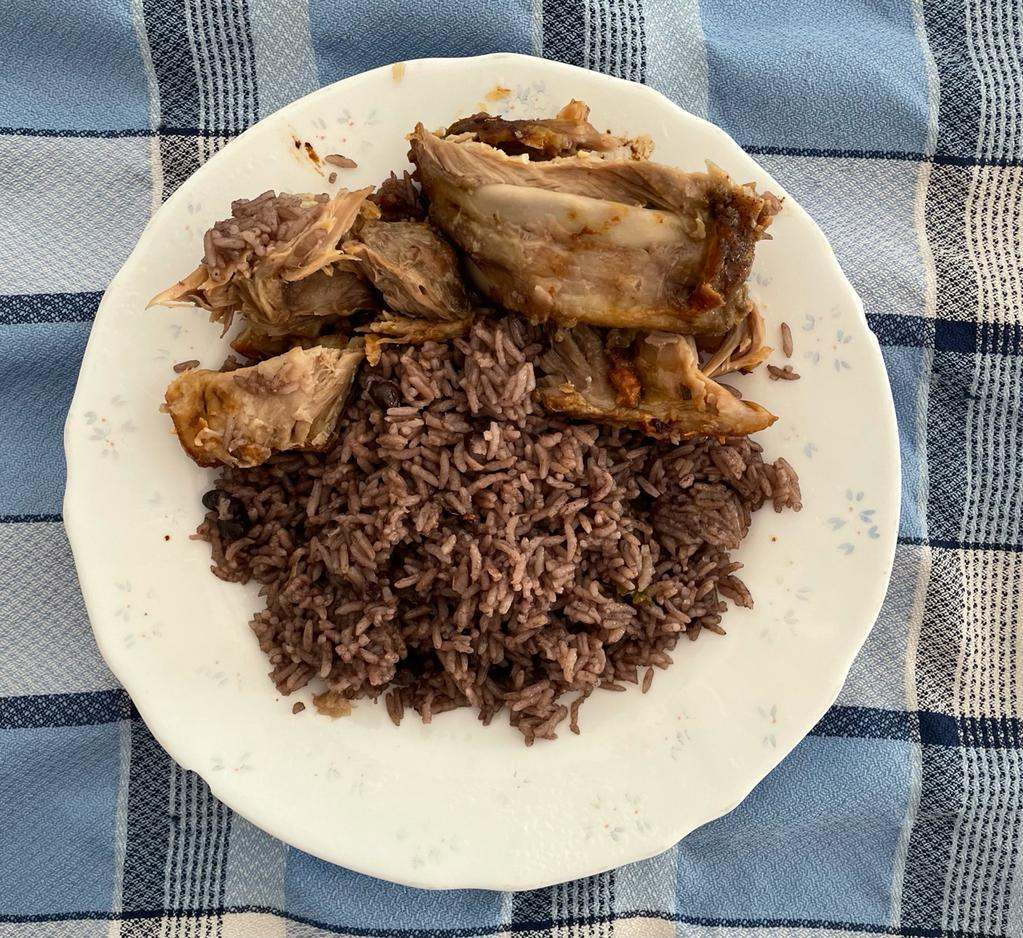
Arroz congrí al estilo cubano (también conocido como arroz moro) acompañado con costillas de puerco

Además se diferencian en cuanto a legumbre: mientras que el congrí se hace con frijol rojo, los moros se elaboran con frijol negro. Las diferencias entre un color y el otro son pocas, si bien es cierto que el frijol negro contiene más hierro y menor índice glucémico, pero apenas varía el sabor o el valor nutricional.

## Preparación
El plato suele prepararse con judías negras o frijoles negros, arroz blanco y un sofrito de ajo, cebolla, orégano, comino, laurel y pimiento verde o ajíes cachuchas (se pueden agregar empellas de cerdo fritas o chicharrones en pedacitos).
Se utilizan los cacotas en el típico plato dominicano denominado moro de gandules, que se suele preparar con o sin coco y pescado.

## Preparaciones relacionadas
- Arroz congrí, el plato equivalente en Cuba que emplea frijoles rojos.
- En República Dominicana se conoce simplemente como "moro", que se prepara esencialmente con habichuelas.
- Arroz con frijoles, el plato equivalente en Nicaragua.
- Arroz con gandules, el plato equivalente en Puerto Rico.
- Bandeja paisa, plato típico colombiano con fríjoles, arroz, carne y aguacate entre otros.
- Baião de dois, versión brasileña del plato.
- Seco costeño o bandeja, plato típico de la costa Atlántica colombiana con fríjoles, arroz, carne, tajada y ensalada, entre otros.
- Casamiento, usando frijoles rojos, el plato equivalente en El Salvador.
- Gallopinto, el plato equivalente en Costa Rica y Nicaragua, con frijoles rojos o pintos.
- Hoppin' John, el plato equivalente del sur de Estados Unidos.
- Pabellón criollo, el plato equivalente en Venezuela.
- Tacu-tacu, plato peruano en que ambos ingredientes van revueltos